# 713-й просит посадку
«713-й про́сит поса́дку» — первый советский фильм-катастрофа, снятый режиссёром Григорием Никулиным на киностудии «Ленфильм» в 1962 году.
Сценарий фильма был написан по повести «713-й просит посадку» Андрея Донатова и Алексея Леонтьева, опубликованной в журнале «Искатель» № 3 (май-июнь) за 1961 год. Режиссёром-постановщиком стал Григорий Никулин — это его вторая режиссёрская работа.
Анна Тубеншляк вспоминала, что Г. Г. Никулин подошёл к процессу съёмки фильма очень серьёзно: на каждый эпизод были разработаны карты с указанием кресел в самолёте, и кто в каком кресле сидит, кто в каком кадре занят. Такие материалы были разработаны для каждого дня съёмок. Большая часть актёрского коллектива жила в гостинице «Выборгская», что способствовало построению взаимоотношений вне съёмок. Именно во время съёмок «713-й просит посадку» познакомились Владимир Высоцкий (роль - морской пехотинец США) и студентка ВГИКа Людмила Абрамова, для которой это была дебютная работа (роль - Эва Пристли, киноактриса). Через несколько лет они поженились.
В начальных эпизодах фильма в фильме появляется Boeing 707-329 бортовой номер OO-SJG бельгийской авиакомпании Sabena, которой в 8—9 мая 1972 года был захвачен палестинскими террористами из организации «Чёрный сентябрь» и освобождён израильскими спецслужбами в ходе операции «Изотоп».
Премьера фильма состоялась 3 апреля 1962 года.

## Сюжет
Экипаж самолёта «одной из западных авиакомпаний», совершающего трансатлантический перелёт, усыплён сильнодействующим наркотиком, подмешанным в кофе в аэропорту, и теперь управляемому автопилотом самолёту угрожает опасность.
Первый салон был свободен — в последний момент задержался вылет советской делегации, которая, по всей видимости, и была объектом теракта.
Во втором салоне находились очень разные люди: миссионер (И. Конопацкий), морской пехотинец (В. Высоцкий), адвокат, известная киноактриса (Л. Абрамова) с сыном, коммивояжёр, вьетнамская студентка, врач-антифашист Рихард Гюнтер (представившийся ювелиром Филиппом Дюбуа и преследуемый властями за левые политические взгляды), агент спецслужбы, охотящийся за ним, и другие.
В критической ситуации каждый проявил себя по-своему. Спасти пассажиров мог бы только врач, установив диагноз и приведя в сознание экипаж. Исполняя свой долг, Рихард Гюнтер выдаёт себя. Уже на земле его, фактически спасшего лайнер, арестовывают власти.

## В ролях
- Владимир Честноков — Рихард Гюнтер, врач-антифашист, скрывающийся под именем Филиппа Дюбуа
- Отар Коберидзе — Генри, безработный юрист, доктор права (роль озвучил Артём Карапетян)
- Лев Круглый — Иржи, журналист-хроникёр
- Людмила Абрамова — Эва Пристли, киноактриса
- Николай Корн — агент спецслужб
- Ефим Копелян — коммивояжёр-фармацевт
- Людмила Шагалова — Тереза
- Иосиф Конопацкий — пастор, миссионер
- Зана Занони — медсестра, индианка
- Нонна Тен — вьетнамская девушка, собирающаяся поступать на юридический факультет МГУ
- Александр Барушной — дон Лопес, латиноамериканский экс-диктатор, сбежавший от революции
- Оскар Линд — филуменист
- Рэм Лебедев — сомневающийся пассажир
- Владимир Высоцкий — морской пехотинец, американец
- Эве Киви — стюардесса
- Владимир Марьев — командир экипажа самолёта
- Александр Момбели — второй пилот экипажа самолёта
- Юрий Дедович — Жак, пилот экипажа самолёта
- Юрий Енокян — радист экипажа самолёта
- Аркадий Волгин — штурман экипажа самолёта

### Озвучивание
- Артём Карапетян — роль Отара Коберидзе
- Маргарита Корабельникова — роль Алика Францева

## Съёмочная группа
- Авторы сценария: Алексей Леонтьев, Андрей Донатов
- Режиссёр-постановщик — Григорий Никулин
- Главный оператор — Вениамин Левитин
- Художники: Игорь Вускович, Марксэн Гаухман-Свердлов

## Прокат в СССР
В советском прокате 1962 года фильм занял 13 место (27,9 миллионов зрителей).

## Критика
Ряд кинокритиков называют фильм «713-й просит посадку» первым триллером и первым фильмом-катастрофой в советском кинематографе.
Доктор философских наук О. В. Рябов отметил фильм «713-й просит посадку» как характерный пример дискредитации образа маскулинности военнослужащих врага в период Холодной войны. Отдельно обращается внимание на хрестоматийность карикатурного образа «американской военщины» в исполнении Владимира Высоцкого (роль морского пехотинца США).